# Église Saint-Nicolas de Svilajnac
Pour les articles homonymes, voir Église Saint-Nicolas.
L'église Saint-Nicolas de Svilajnac (en serbe cyrillique : Црква Светог Николе у Свилајнцу ; en serbe latin : Crkva Svetog Nikole u Svilajncu) est une église orthodoxe serbe située à Svilajnac et dans le district de Pomoravlje en Serbie. Elle est inscrite sur la liste des monuments culturels protégés de la république de Serbie (identifiant no SK 149).

## Présentation
L'église, située dans la rue principale de Svilajnac à côté du lycée, a été construite en 1826 ; elle constitue l'une des plus anciennes et des plus vastes églises de la Serbie à peine libérée de l'occupation ottomane. De grands maîtres de l'époque du prince Milos Obrenovic ont participé à la construction et à la décoration de l'édifice comme Jovan Kovač et Janja Moler.
L'église, de forme allongée, est construite sur un plan tréflé. La façade occidentale est dominée par un haut clocher baroque. À l'intérieur, l'édifice est doté de voûtes en demi-berceau. L'abside de l'autel et les absidioles latérales sont demi-circulaires aussi bien à l'intérieur qu'à l'extérieur.
L'église a conservé un grand nombre de meubles et d'objets datant de sa construction, notamment la chaire, les sièges, des bougeoirs en bois doré et des objets en métal. L'iconostase et ses icônes d'origine ont été transférées à Dubnica ; à sa place se trouve aujourd'hui une iconostase due à Dimitrije Posniković. Dans le trésor de l'église sont conservés des icônes datant du milieu du XIXe siècle et un calice plaqué or, offert par le prince de la Resava remontant à 1827.